# Abraka
Abraka é uma cidade do estado de Edo, na Nigéria. Sua população é estimada em 7.350 habitantes.